# Larry Fine

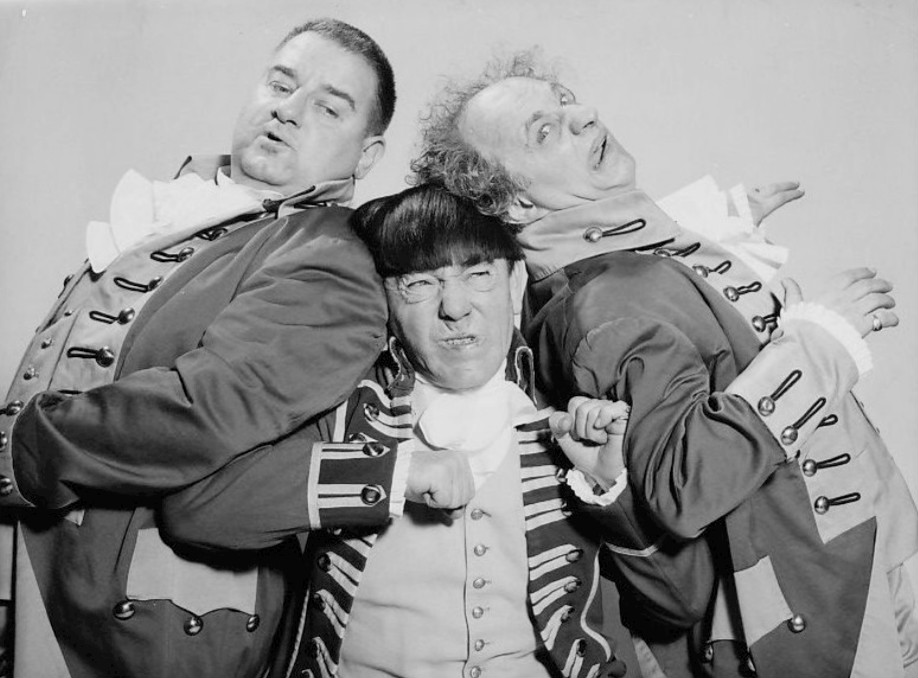
Los Tres Chiflados.

Louis Feinberg (Filadelfia, Pensilvania, 5 de octubre de 1902-Woodland Hills, California, 24 de enero de 1975), conocido como Larry Fine, fue un actor y comediante estadounidense, famoso por ser uno de los tres chiflados, junto con Moe, Curly Howard y Shemp Howard, en protagonizar la serie cómica en blanco y negro de Los Tres Chiflados.

## Biografía
Hijo de Joseph Feinberg y Fanny Lieberman, ambos joyeros judíos, Louis fue el mayor de cuatro hermanos —Morris, Philip (que murió prematuramente), y Lyla, una profesora de enseñanza primaria—.
Siendo apenas un niño, sufrió un accidente sobre su brazo derecho cuando su padre sin querer le derramó parte del ácido que usaba para comprobar la autenticidad y la calidad metálica de las alhajas con las que trabajaba. Este desventurado incidente pudo haber sido peor de no ser porque fue sorprendido antes de beber la sustancia y, ante la desesperación, Joseph reaccionó en consecuencia quitándole el recipiente que terminó por rociarle buena parte de su contenido, provocando un severo daño en una de sus extremidades.
Tras recibir un adecuado tratamiento médico, debió complementar su rehabilitación siguiendo una terapia estricta que incluía el manejo de algún instrumento musical a cuerda, lo que le llevó a ejercitarse tocando el violín. Éste no sólo le permitiría poner en funcionamiento aquellos músculos lesionados, sino que constituiría además el puntapié inicial de su carrera musical.
Louis pronto comenzaría luciéndose como violinista profesional, participando con frecuencia en numerosos teatros locales y siendo premiado por sus grandes dotes artísticas.
Asimismo ejerció el pugilismo en la categoría de los pesos livianos, pero lo abandonaría una vez iniciado en el mundo del espectáculo.
Su enorme talento y la capacidad de combinar música y danza le hicieron merecedor de un privilegiado lugar entre las celebridades de la época.
Próximo a 1921, consiguió empleo en el “Newsboy Sextette” de Gus Edwards, haciendo uso del violín, bailando, y contando chistes en acento judío. En el número figuraban además Mabel Haney, su futura esposa, y Loretta, su hermana. Juntos coprotagonizarían el sketch de Las hermanas Haney y Fine, en el teatro Vaudeville.
En 1928, Ted Healy, un comediante y guionista allegado a los hermanos Horwitz, le sorprendió en una de sus increíbles actuaciones interpretando un estilo de baile ruso.
Inmediatamente después fue llamado a escena para formar parte del que sería el nuevo trío cómico en compañía de Moses (Moe) y Samuel (Shemp) Horwitz.
Su debut tuvo lugar en Broadway, en la obra Una noche en Venecia. A partir de ese entonces posó para la figura animada de los Tres Chiflados, "Soup to Nuts", de la compañía cinematográfica Fox —precursora de la 20th Century Fox— y hacia 1934, tras su renuncia con MGM, firmó contrato con Columbia Pictures, saliendo en pantalla ese mismo año.
Detrás de cámaras, Larry llevaba una vida bastante despreocupada y desorganizada, a menudo concretando grandes festines, y llegando con retraso a reuniones importantes. Era además un pésimo administrador, prestaba dinero a quienes debían pagar deudas, y despilfarraba el importe sobrante en bienes suntuarios y costosos regalos. Este descuidado manejo de su capital lo hundió prácticamente en la miseria cuando Columbia decidió poner fin a "Los Tres Chiflados" en 1958.  
Larry Fine una vez recordó las numerosas lesiones que sufrieron durante la producción de "Three Little Pigskins". Curly se cortó el cuero cabelludo y Larry perdió un diente cuando Joseph Young, hermano del actor Robert Young, lo golpeó en la mandíbula.
Larry decía que las escenas más duras en "In the Sweet Pie and Pie" y en otros filmes, fueron aquellas que tenían pasteles. Como Fine relata: "A veces nos quedábamos sin pasteles, y el utilero los rehacía levantando los restos del piso, pero también juntando polvo, clavos, astillas y tachuelas. Otro problema fue fingir que tú no sabías cuándo un pastel te estaba por alcanzar. Para resolver esto, Jules White (el director) me diría: 'Ahora Larry, Moe te va a golpear con un pastel a la cuenta de tres'. Entonces Jules White le diría a Moe: '¡Golpea a Larry a la cuenta de dos!' ¡Así que cuando llegó el tiempo de contar, nunca llegué a tres, porque Moe me impactó con el pastel!"
Cada vez que había una escena en que los Chiflados soñaban con mujeres y decían los nombres de ellas, Larry siempre decía el nombre de su esposa, Mabel.
Pasó la mayor parte de su vida en hoteles, primero en el President hotel de Atlantic City, y más adelante en el Knickerbocker de Hollywood. El estilo jovial de su esposa, una dama de buen gusto y demasiado aventurada como para llevar a cuestas las riendas de una casa, fue quizás el motivo principal por el cual tardaron en comprar su propia residencia en Los Feliz, California.
Larry y Mabel tuvieron dos hijos: Johnny, el mayor, que falleció en un violento accidente de tránsito en noviembre de 1961, y Phyllis, la hija que permaneció a su lado en los momentos más difíciles por los que debió atravesar la familia. Seis años más tarde, el 30 de mayo de 1967, mientras se encontraba en una de las tantas giras que realizaban por todo el territorio estadounidense, se vio obligado a abandonarla de forma inmediata al enterarse de que su esposa, con quien llevaba casado 41 años, había muerto.
Destacó por su participación en los más prestigiosos teatros de Estados Unidos, entre ellos, Keystone, Alhambra, Broadway, Nixon's Grand, y el Allegheny, y por su denotada producción televisiva y cinematográfica, rebasando una cifra sorprendente de 200 intervenciones.
Scrambled brains (1951) y The Three Stooges meet  Hercules (1962) formaron parte de sus películas predilectas de Los Tres Chiflados, y los actores Spencer Tracy, Peter Falk, Clark Gable, Milton Berle, Redd Foxx y Jack Benny, sus preferencias a la hora del entretenimiento.
 
Desde comienzos de los años 1960 hasta 1970, Larry continuó realizando apariciones en vivo de la mano de Moe Howard y Curly-Joe, hasta sufrir una hemiplejia que le impidió seguir contribuyendo con el show.

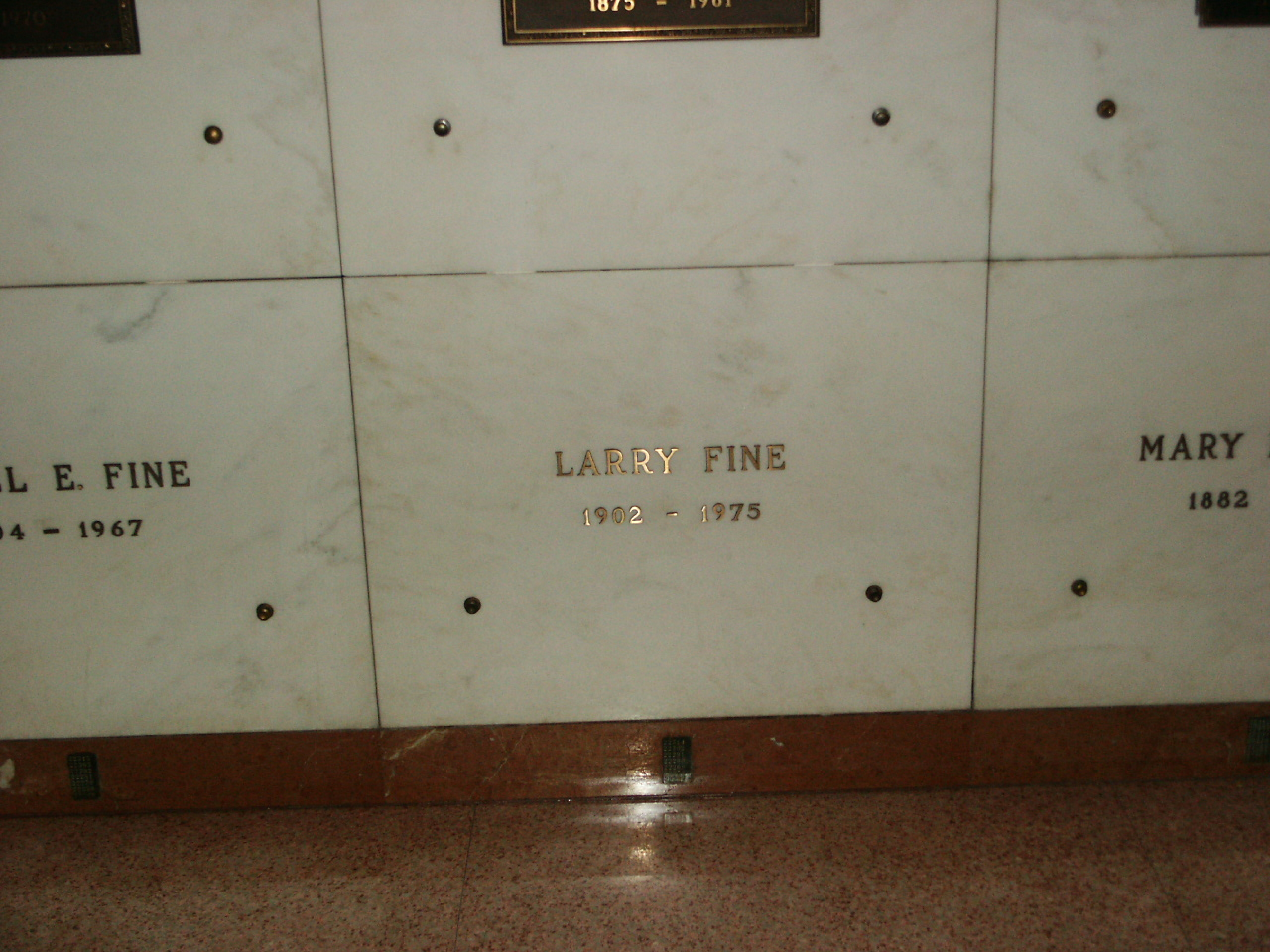
Tumba de Larry Fine.

Falleció el 24 de enero de 1975, producto de una hemorragia cerebral, a la edad de 72 años, y a tan sólo unos meses de diferencia respecto de su viejo amigo y compañero de trabajo, Moe Howard, que murió en mayo de ese año. Fue sepultado en el cementerio de Forest Lawn Memorial Park, Glendale.

## Lectura adicional
- Larry, the Stooge in the Middle; por Morris Feinberg  (Last Gasp, 2001).
- Moe Howard and the Three Stooges; por Moe Howard , (Citadel Press, 1977).
- The Complete Three Stooges: The Official Filmography and Three Stooges Companion; por Jon Solomon , (Comedy III Productions, Inc., 2002).
- The Three Stooges Scrapbook; por Jeff Lenburg, Joan Howard Maurer, Greg Lenburg (Citadel Press, 1994).
- The Three Stooges: An Illustrated History, From Amalgamated Morons to American Icons; por Michael Fleming (Broadway Publishing, 2002).
- One Fine Stooge: A Frizzy Life in Pictures; por Steve Cox y Jim Terry , (Cumberland House Publishing, 2006).